# الهلال الشيعي

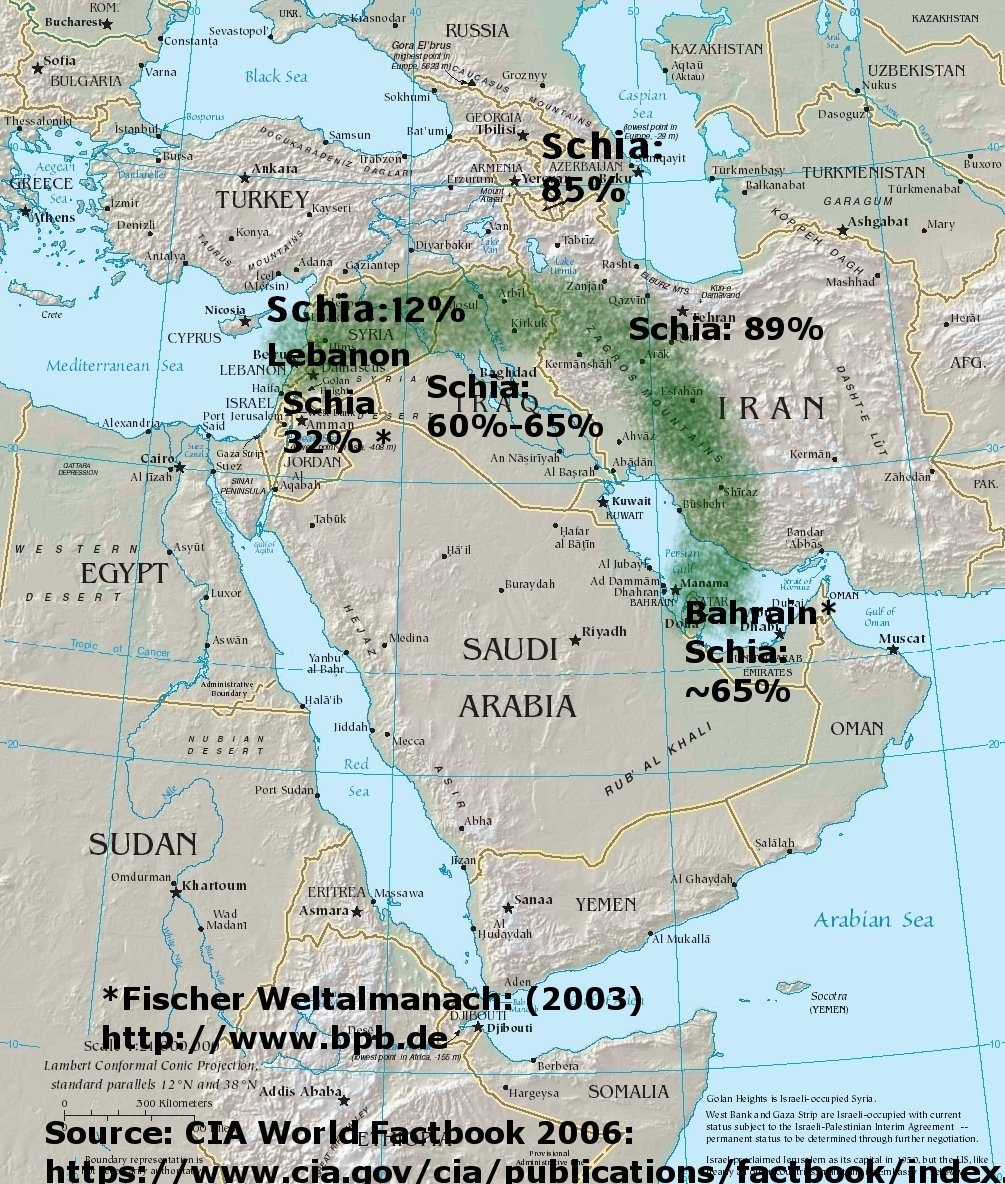
الهلال الشيعي

الهلال الشيعي (الإنجليزية: Shia Crescent) هو مصطلح سياسي يوصف منطقة جغرافية في الشرق الاوسط يشكّل فيها الشيعة غالبية السكان، تمتد من إيران إلى لبنان. استخدم هذا المصطلح الملك الأردني عبد الله الثاني بن الحسين خلال لقاء عبر واشنطن بوست أثناء زيارته للولايات المتحدة في أوائل ديسمبر 2004، عبّر فيه عن تخوفه من وصول حكومة عراقية متعاونة مع إيران إلى السلطة في بغداد تتعاون مع نظام الثورة الإسلامية بطهران ونظام البعث بدمشق لإنشاء هلال يكون تحت نفوذ الشيعة يمتد إلى لبنان. ورأى في بروز هلال شيعي في المنطقة ما يدعو إلى التفكير الجدي في مستقبل استقرار المنطقة، ويمكن أن يحمل تغيرات واضحة في خريطة المصالح السياسية والاقتصادية لبعض دول المنطقة.

## استخدام المصطلح
صار هذه المصطلح كثير الاستعمال من قبل كثيرين في العالم العربي الذين هم بصدد التحذير من تقارب الشيعة فيما بينهم، خصوصا شيعة العراق مع إيران الذين كانوا في الحرب العراقية الإيرانية يقاتلون بعضهم البعض لثماني سنوات. ومن يستعملون هذا المصطلح يعتبرون الشيعة خطرا سياسيا أو اجتماعيا أو ثقافيا.
تشمل المناطق في الهلال الشيعي لبنان وسوريا والبحرين والعراق وإيران وأذربيجان واليمن وغرب أفغانستان. بالإضافة إلى الشيعة الإثني عشرية، شمل المصطلح أيضًا الجماعات الإسماعيلية والزيدية والعلوية السورية والجماعات العلوية في تركيا.

## التحولات الديموغرافية والتشيع
عام 2017 أو بعد ذلك، كتب حسين إبراهيم قطريب، الأستاذ المشارك في الجيومورفولوجيا في مركز الملك فيصل للبحوث والدراسات الإسلامية، مقالًا عن التغيرات الديموغرافية التي حدثت في «سوريا المفيدة» نتيجة الحرب الأهلية السورية. على وجه التحديد، عرّف قطريب «سوريا المفيدة» على غرار الطريقة التي عرّف بها الرئيس السوري بشار الأسد هذا المصطلح أوائل عام 2016 - بما في ذلك محافظات دمشق وريف دمشق وحمص وحماة واللاذقية وطرطوس.وأشار قطريب إلى أن هذه المحافظات الست كانت تضم 46٪ من إجمالي سكان سوريا في نهاية عام 2011 - حيث بلغ 9.8 مليون شخص من إجمالي عدد السكان السوريين البالغ 21.4 مليون نسمة في ذلك الوقت.
يشير قطريب إلى أنه في نهاية عام 2011، كانت التركيبة السكانية لـ «سوريا المفيدة» 69٪ سنّة، 21٪ علويون (وهو فرع من الإسلام الشيعي)، 1٪ شيعة، 1٪ درزي، 2٪ إسماعيلي و 6٪ مسيحيون. في المقابل، انخفض عدد سكان «سوريا المفيدة» بحلول عام 2016 من 9.8 مليون إلى 7.6 مليون نسمة، ولكن تغيرت التركيبة السكانية بشكل كبير في السنوات الخمس الماضية؛ في عام 2016، كانت «سوريا المفيدة» 52٪ سنّة، 24٪ علويون، 13٪ شيعة، 1٪ دروز، 3٪ إسماعيليون، 7٪ مسيحيون - وكان التغيير الرئيسي هو النمو الهائل للشيعة السكان في «سوريا المفيدة» بين عامي 2011 و 2016.  كانت التحولات الديموغرافية في ريف دمشق ومحافظة حمص بين عامي 2011 و 2016 ملحوظة بشكل خاص: فقد انتقل ريف دمشق من 87٪ سني في 2011 إلى 54٪ سني فقط في 2016 بينما انتقلت محافظة حمص من 64٪ سني إلى 21٪ فقط بين عامي 2011 و 2016. وقد وصف قطريب هذا التحول الديموغرافي بأنه تشيع. 